# テット・ター・トゥザ
テット・ター・トゥザ（Thet Htar Thuzar; ビルマ語: သက်ထားသူဇာ、ALA-LC翻字法 Sakʻ Thā" Sūjā、ビルマ語発音: [t̪ɛʔ.tʰá.t̪ùzà] テッタートゥーザー; 1999年3月15日- ）は、ビルマ人バドミントン選手である。テッタートゥーザーとも表記される。母国ミャンマーで開催された2013年東南アジア競技大会に参加した。2018年のエジプト国際で初の国際タイトルを獲得した。2019年には決勝戦に8回進出し（ほとんどはAfrican Badminton Circuit）、6回の優勝を果たした（ウガンダ、ケニア、モーリシャス、ベナン、コートジボワール、エジプト）。

## 成績

### BWF国際チャレンジ/シリーズ（優勝8回、準優勝3回）
女子シングル
| 年   | 大会                    | 対戦相手                      | スコア              | 結果   |
| ---- | ----------------------- | ----------------------------- | ------------------- | ------ |
| 2020 | ウガンダ国際            | アアカーシ・カシャップ        | 21–14, 16–21, 21–18 | 優勝   |
| 2019 | エジプト国際            | ジョーダン・ハート            | 21–6, 12–1 棄権     | 優勝   |
| 2019 | モルディブFuture Series | マルヴィカ・バンソッド        | 13–21, 11–21        | 準優勝 |
| 2019 | ギリシャオープン        | キソナ・セルヴァドゥレイ      | 14–21, 9–21         | 準優勝 |
| 2019 | コートジボワール国際    | Sri Krishna Priya Kudaravalli | 21–17, 21–13        | 優勝   |
| 2019 | ベナン国際              | ダニエラ・マシアス            | 17–21, 21–18, 21–14 | 優勝   |
| 2019 | モーリシャス国際        | アイリ・ミッケラ              | 21–10, 21–19        | 優勝   |
| 2019 | ケニア国際              | ドモウ・アムロ                | 21–10, 21–10        | 優勝   |
| 2019 | ウガンダ国際            | ドモウ・アムロ                | 21–14, 21–12        | 優勝   |
| 2018 | ネパール国際            | Chananchida Jucharoen         | 18–21, 21–10, 17–21 | 準優勝 |
| 2018 | エジプト国際            | アレシア・ザイツェワ          | 不戦勝              | 優勝   |

- BWFインターナショナル・チャレンジ（英語版）トーナメント
- BWFインターナショナル・シリーズ（英語版）トーナメント
- BWFフューチャー・シリーズ（英語版）トーナメント